# Seyidotettix
Seyidotettix is een geslacht van rechtvleugeligen uit de familie doornsprinkhanen (Tetrigidae). De wetenschappelijke naam van dit geslacht is voor het eerst geldig gepubliceerd in 1939 door Rehn.

## Soorten
Het geslacht Seyidotettix  is monotypisch en omvat slechts de volgende soort:
- Seyidotettix swahili (Rehn, 1939)